# Helena Růžičková
Helena Růžičková (ur. 13 czerwca 1936 roku w Pradze, zm. 4 stycznia 2004 roku w Pilźnie) – aktorka czeska.
Największą popularność przyniosły jej komedie w reżyserii Zdeňka Troški, realizowane w latach 1983–1991 – Słońce, siano, truskawki (Slunce, seno, jahody), Słońce, siano i parę razy po gębie (Slunce, seno a pár facek), Słońce, siano, erotyka (Slunce, seno, erotika). Występowała w cyklu filmowym o rodzinie Homolków (Straszne skutki awarii telewizora, Hogo-fogo Homolka, Homolkowie na urlopie), pokazywanym także w Polsce.
Inne role (m.in.): 
- Adela jeszcze nie jadła kolacji (Adéla ještě nevečeřela)
- Dziewczyna na miotle (Dívka na koštěti)
- Goście z galaktyki Arkana (Monstrum z galaxie Arkana)
- Jest pan wdową, proszę pana! (Pane, vy jste vdova!)
- Koniec agenta W4C (Konec agenta W4C prostřednictvím psa pana Foustky)
- Panowie, zabiłem Einsteina (Zabil jsem Einsteina, pánové!)
- Szpinak czyni cuda! (Což takhle dát si špenát?)
- Tajemnica zamku w Karpatach (Tajemství hradu v Karpatech)
- Trzy orzeszki dla Kopciuszka (Tři oříšky pro Popelku)
- Wiedzą sąsiedzi, jak kto siedzi (Co je doma, to se počítá, pánové...)
- Wszyscy dobrzy rodacy (Všichni dobří rodáci)

Zmarła na raka; swoją walkę z chorobą nowotworową opisała w Dzienniku między życiem a śmiercią.